# Parti communiste japonais (marxiste-léniniste)
Pour les articles homonymes, voir Parti communiste japonais (homonymie).
Le Comité national du Parti communiste du Japon (marxiste-léniniste) (日本共産党（マルクス・レーニン主義）全国委員会) était une organisation de la Nouvelle gauche au Japon qui a existé de 1974 à 1999, en lien avec le Parti communiste chinois. Son chef était Azai Koki. Il disposait d'un organe de presse, notamment le journal Puroretaria (プロレタリア, litt. « prolétariat »).
Après l'effondrement de la « Coopération nationale marxiste-léniniste visant à construire un parti d'avant-garde », formée en août 1972, un groupe nommé le « Comité de la préfecture de Yamaguchi du Parti communiste du Japon (marxiste-léniniste) » fusionne avec d'autres groupes en juillet 1974 pour créer le PCJ(ml). En juin 1999, ce parti a formé le Parti communiste ouvrier en intégrant la Ligue communiste [Higa].

## Organisations liées
- Alliance des jeunes communistes du Japon
- Parti communiste japonais